# ŽRK Trešnjevka Zagreb
RK Trešnjevka je rukometni klub iz Zagreba.
Veliki klupski uspjeh je osvajanje Kupa IHF 1982. godine. Trenirao ih je Vilim Tičić, a od poznatih igračica, igrale su Jasna Ptujec, Biserka Višnjić i Mirjana Ognjenović.

## Uspjesi
Kup IHF
- pobjednice: 1982.

Prvenstvo Hrvatske
- doprvakinje: 2010.

Prvenstvo SR Hrvatske
- prvakinje: 1958., 1960., 1964.

Jugoslavenski kup:
- pobjednice: 1969.

Hrvatski kup
- finalistice: 2008., 2017.

## Međunarodna natjecanja
Utakmice Trešnjevke u međunarodnim natjecanjima. Rezultati (Trešnjevka:protivnik) su prikazani:
- podebljano - za utakmice doma
- normalne debljine - za utakmice u gostima
- kurzivom - za utakmice na nutralnom terenu

### Kup pobjednica kupova
| sezona    | faza          | protivnik     | rezultat     | napomene                     |
| --------- | ------------- | ------------- | ------------ | ---------------------------- |
| 2008./09. | 3. krug       | Önnereds HK   | 31:25, 29:21 |                              |
| 2008./09. | osmina finala | Metz Handball | 20:26, 19:33 | obje utakmice igrane u Metzu |

### Kup IHF
| sezona    | faza          | protivnik           | rezultat     | napomene                    |
| --------- | ------------- | ------------------- | ------------ | --------------------------- |
| 1981./82. | četvrtfinale  | Bakony Veszprem     | 19:22, 25:18 |                             |
| 1981./82. | polufinale    | TSC Berlin          | 18:20, 20:13 |                             |
| 1981./82. | finale        | Egle Vilnius        | 30:27, 17:19 | Trešnjevka osvajač Kupa IHF |
|           |               |                     |              |                             |
| 1982./83. | osmina finala | Bane Sekulić Sombor | 19:19, 26:27 |                             |
|           |               |                     |              |                             |
| 1984./85. | osmina finala | Avtomobilist Baku   |              | Trešnjevka odustala         |

### Challenge kup
| sezona    | faza          | protivnik                           | rezultat     | napomene                                 |
| --------- | ------------- | ----------------------------------- | ------------ | ---------------------------------------- |
| 2002./03. | 3. krug       | Split Kaltenberg                    | 26:23, 24:26 |                                          |
| 2002./03. | osmina finala | S.A. Merignacais HB                 | 27:26 20:28  |                                          |
|           |               |                                     |              |                                          |
| 2006./07. | osmina finala | Nourese (Nouro)                     | 34:22, 39:29 |                                          |
| 2006./07. | četvrtfinale  | Zgoda Ruda Slaska                   | 25:23, 27:25 |                                          |
| 2006./07. | polufinale    | Universitatea Jolidon Cluj          | 20:32, 27:32 |                                          |
|           |               |                                     |              |                                          |
| 2007./08. | 3. krug       | Colegio de Gaia (Vila Nova de Gaia) | 33:35, 42:29 | obje utakmice igrane u Vila Nova de Gaia |
| 2007./08. | osmina finala | Cercle Dijon Bourgogne              | 24:23, 26:32 |                                          |
|           |               |                                     |              |                                          |
| 2009./10. | osmina finala | Fram Reykjavik                      | 26:31, 25:39 | obje utakmice igrane u Reykjaviku        |

## Poznate igračice
- Jasna Ptujec
- Biserka Višnjić
- Mirjana Ognjenović
- Andrea Šimara
- Samira Hasagić

## Unutrašnje poveznice
- RK Trešnjevka Zagreb (muškarci)
- ŽKRP Trešnja Klub, ženski klub rukometa na pijesku